# Clelia scytalina
La culebra-viborera mexicana (Clelia scytalina) también conocida como zopilota de altura, es una especie de serpiente que pertenece a la familia Colubridae. Es nativo del sur de México, América Central y Colombia.
Como las demás especies de musurana, se alimenta principalmente de otras serpientes, especialmente de serpientes venenosas del género Bothrops.

## Descripción
Los adultos poseen una coloración negra grisácea iridiscente o negra azulada en el dorso. Los juveniles tienen un dorso rojo, cabeza negra y un collar nucal amarillo opaco que está rodeado de pigmento negro; el vientre es color crema inmaculado; escamas dorsales en 17 hileras.

## Distribución
Clelia scytalina se distribuye a bajas y moderadas elevaciones (hasta 1,200 m s. n. m.) de Veracruz en la vertiente del Atlántico y desde Jalisco en la vertiente del Pacífico hacia el sur a través de América Central hasta Colombia. Esta especie es generalmente rara en México excepto en la Sierra de los Tuxtlas en el sur de Veracruz donde es considerada como relativamente común. Es conocida de localidades dispersas en la vertiente del Atlántico en el centro de Veracruz, Oaxaca, Chiapas, Tabasco, suroeste de Campeche y sur de Quintana roo, y en el vertiente del Pacífico  en Jalisco, Colima, Guerrero y Chiapas.

## Hábitat
Esta serpiente grande y activa habita el bosque caducifolio tropical, el bosque estacional perennifolio y el bosque lluvioso. Es principalmente terrestre y nocturna, pero también se puede encontrar activa durante el día. Por lo general, forrajea por la noche en bosques primarios o secundarios, a menudo a lo largo de arroyos. Se alimenta principalmente de serpientes, incluidas las nauyacas (Bothrops asper) y otras serpientes venenosas, que a veces pueden ser tan largas como ella. Ocasionalmente comen ranas, lagartijas y mamíferos. Clelia scytalina es ovípara.

## Estado de conservación
Se encuentra catalogada dentro de la lista roja de la IUCN como una especie con preocupación menor (LC).